# 감정평가사
- 감정평가사(Property Appraiser)는 부동산, 동산, 유·무형자산 등의 경제적 가치를 판정하여 그 결과를 가액(價額)으로 표시하는 국가전문자격사이다.

- 감정평가 대상으로는 토지, 건물, 저작권, 산업재산권, 어업권, 양식업권, 광업권, 공장재단, 광업재단, 입목, 자동차, 건설기계, 선박, 항공기 등 부동산, 동산, 유·무형자산 등이 있다.

- 감정평가사는 국토교통부가 주관하고 한국산업인력공단이 시행하는 감정평가사시험(제1차, 제2차)을 합격하면 자격이 주어진다. 감정평가사 자격이 있는 사람이 감정평가업무를 하기 위해서는 1년 이상의 실무수습(제1차 시험을 면제받고 감정평가사 자격을 취득한 사람은 4주)을 마치고 국토교통부장관에게 등록을 하여야 한다.

- 감정평가사는 감정평가에 관한 법규와 실무를 이해하고 이를 적용할 수 있는 능력을 갖추어야 한다. 감정평가업무는 부동산은 물론 지식재산권 등 모든 유·무형자산을 대상으로 이루어지기 때문에 이와 관련한 다양한 지식도 필요하다.

- 관련 학과로는 법학과, 경제학과, 부동산경영학과, 도시계획학과, 도시·지역학과, 지역개발학과, 지리학과, 세무·회계학과, 건축학과, 부동산학과 등이 있다.

## 대한민국 감정평가제도의 역사
| 감정평가제도는 1989년 7월 1일부터 시행(1989년 4월 1일 공포)된「지가공시및토지등의평가에관한법률」의 규정에 의하여 실시된 제도로서 종전의 토지평가사제도와 공인감정사제도를 통합 일원화시킨 것이다. 「부동산가격공시및감정평가에관한법률」의 제정 이유는 정부가 매년 전국의 토지 중에서 표준지를 선정하고 이에 대한 적정가격을 조사·평가하여 이를 공시함으로써 관련기관에서 토지를 평가할 때에 이를 기준으로 하도록 함으로써 다원화되어 있던 토지평가제도를 체계화하고, 또한「토지평가사」와 「공인감정사」로 이원화되어 있는 감정평가자격을 「감정평가사」로 일원화함으로써 토지·건물·동산 등에 대한 감정평가제도를 효율화 하려는 것이다. 「부동산 가격공시 및 감정평가에 관한법률」은 토지의 적정가격을 평가·공시하여 지가산정의 기준이 되게 하고, 토지·건물·동산 등의 감정평가에 관한 사항을 정함으로써 이의 적정한 가격형성을 도모하며, 나아가 국토의 효율적인 이용과 국민경제의 발전에 이바지하게 함을 목적으로 제정 공포되어 시행되어 왔다. |

변호사ㆍ공인회계사ㆍ변리사 등과 달리 별도의 근거 법률이 없고 부동산가격공시제도와 함께 하나의 법률에 규정되어 있어 감정평가사제도가 부동산 가격공시 업무에 한정되는 것으로 오해될 수 있는 여지가 있다는 문제가 제기되었고, 이에 「감정평가 및 감정평가사에 관한 법률」이 2016년1월19일부터 시행 및 공포되었다.

## 대한민국의 감정평가사 시험
•아래 사항은 언제든 변경이 있을 수 있으니 반드시 한국산업인력공단 홈페이지 (https://web.archive.org/web/20170114103859/http://q-net.or.kr/)에서 최신정보를 확인하여야 합니다.

### 응시 자격
시험 응시에 학력, 전공 등의 제한은 없으며, 「감정평가 및 감정평가사에 관한 법률」제12조(결격사유)에 해당하지 않는 사람으로서 영어시험을 대체하기 위한 공인어학성적을 지녀야 한다.
| 감정평가사 결격사유자 |
| 1. 파산선고를 받은 사람으로서 복권되지 아니한 사람 2. 금고 이상의 실형을 선고받고 그 집행이 종료(집행이 종료된 것으로 보는 경우를 포함한다)되거나 그 집행이 면제된 날부터 3년이 지나지 아니한 사람 3. 금고 이상의 형의 집행유예를 받고 그 유예기간이 만료된 날부터 1년이 지나지 아니한 사람 4. 금고 이상의 형의 선고유예를 받고 그 선고유예기간 중에 있는 사람 5. 「감정평가 및 감정평가사에 관한 법률」제13조에 따라 감정평가사 자격이 취소된 후 3년이 지나지 아니한 사람. 다만, 제7호에 해당하는 사람은 제외한다. 6. 「감정평가 및 감정평가사에 관한 법률」제39조제1항제11호 및 제12호에 따라 자격이 취소된 후 5년이 지나지 아니한 사람 |

#### 공인어학성적 기준요건
- TOEIC : 700점 이상
- TOEFL : PBT 530점 이상, IBT 71점 이상
- TEPS : 340점
- G-TELP Level 2 : 65점 이상
- FLEX : 625점 이상
- TOSEL : 640점 이상
- IELTS : 4.5점 이상

### 1차 시험
| 시험구분    | 교시  | 시 험 과 목                                 | 입실완료 | 시 험 시 간         | 문항수        |
| 제1차 시 험 | 1교시 | -민법(총칙, 물권) -경제학원론 -부동산학원론 | 09:00    | 09:30～11:30(120분) | 과목별 40문항 |
| 제1차 시 험 | 2교시 | - 감정평가관계법규 - 회계학                 | 11:50    | 12:00～13:20(80분)  | 과목별 40문항 |

1차 시험은 민법, 경제학원론, 부동산학원론, 감정평가 관계 법규, 회계학에 대하여 선택형(객관식)으로 평가하며, 제1차 시험 과목 중 영어과목을 제외한 나머지 시험과목의 합격기준은 과목당 100점을 만점으로 하여 모든 과목 40점 이상, 전 과목 평균 60점 이상의 득점으로 한다.
제1차 시험과목 중 영어 과목은 제1차 시험 응시원서 접수 마감일부터 역산(逆算)하여 2년이 되는 날 이후에 실시된 다른 시험기관의 시험(이하 “영어시험”이라 한다)에서 취득한 성적으로 대체한다.
감정평가법인 등 대통령령으로 정하는 기관에서 5년 이상 감정평가와 관련된 업무에 종사한 사람에 대해서는 시험 중 제1차 시험을 면제한다. 또한, 제1차 시험에 합격한 사람에 대해서는 다음 회의 시험에 한정하여 제1차 시험을 면제한다.

### 2차 시험
| 시험구분    | 교시                   | 시 험 과 목    | 입실완료            | 시 험 시 간         | 문항수                          |
| 제2차 시 험 | 1교시                  | - 감정평가실무 | 09:00               | 09:30～11:10(100분) | 과목별 4문항 (필요 시 증감가능) |
| 제2차 시 험 | (중 식 시 간)          |                |                     |                     | 과목별 4문항 (필요 시 증감가능) |
| 제2차 시 험 | 2교시                  | - 감정평가이론 | 12:10               | 12:30～14:10(100분) | 과목별 4문항 (필요 시 증감가능) |
| 제2차 시 험 | (휴 식 시 간)          |                |                     |                     | 과목별 4문항 (필요 시 증감가능) |
| 3교시       | - 감정평가 및 보상법규 | 14:30          | 14:40～16:20(100분) |                     |                                 |

2차 시험은 감정평가 및 보상 법규, 감정평가이론, 감정평가실무에 대하여 논문형(논술)으로 평가한다. 
제2차 시험과목의 합격기준은 과목당 100점을 만점으로 하여 모든 과목 40점 이상, 전 과목 평균 60점 이상의 득점으로 한다. 다만, 모든 과목 40점 이상, 전 과목 평균 60점 이상을 득점한 사람의 수가 제2항에 따른 최소합격인원에 미달하는 경우에는 모든 과목 40점 이상을 득점한 사람 중에서 전 과목 평균점수가 높은 순으로 최소합격인원의 범위에서 합격자를 결정한다.

## 진로
감정평가사 자격을 취득한 사람이 감정평가업을 하기 위해서는 1년 이상의 실무수습(제1차 시험을 면제받고 감정평가사 자격을 취득한 사람은 4주)을 마치고 국토교통부장관에게 등록을 하여야 한다.

감정평가사가 감정평가업을 하려는 경우에는 감정평가사사무소를 개설하여야 하며, 효율적인 업무수행을 위해 합동사무소를 설치할 수 있다. 또한 감정평가 업무를 조직적으로 수행하기 위해 감정평가법인을 설립할 수 있다. 
정부정책, 금리변동 등 외부요인으로 급변하는 부동산 환경 아래에서 부동산컨설팅 및 특허권, 영업권 등의 특수감정평가, M&A와 관련하여 기업가치평가 및 기업실사, 부동산채권 등의 시장이 활성화될 것으로 예상되며 이들 시장의 개척은 감정평가업의 전망을 밝게 하며, 감정평가 업무가 더욱 활성화되리라 기대된다.
자격증 취득 후 감정평가법인, 감정평가사사무소, 감정평가 업무를 지도 감독하는 기관, 기업체의 부동산 관련 부서, 부동산컨설팅 분야로 진출할 수 있다. 대부분 감정평가법인에 취업하여 활동한다. 감정평가법인의 경력으로 은행, 공기업, 공공기관, 투자회사, 컨설팅사, 외국계 부동산개발사, 건설사에 진출하기도 하고 감사원, 국토부 등의 공무원으로 특채되기도 한다. 10년 이상 경력을 쌓을 시 자격요건을 취득하여 영국 왕실 감정평가사로 활동할 수 있다. (영국 왕실 감정평가사 참조 : https://http 보관됨 2016-01-14 - 웨이백 머신://www.appraisalinstitute.org/)

## 주된 업무[1]
- 감정평가사는 타인의 의뢰를 받아 토지등을 감정평가하는 것을 그 직무로 하며, 공공성을 지닌 가치평가 전문직으로서 공정하고 객관적으로 그 직무를 수행한다.
- 「감정평가 및 감정평가사에 관한 법률」 제10조(감정평가법인등의 업무)에 따라 다음과 같은 업무를 수행한다.

| 1. 「부동산 가격공시에 관한 법률」에 따라 감정평가법인등이 수행하는 업무 2. 「부동산 가격공시에 관한 법률」 제8조제2호에 따른 목적을 위한 토지등의 감정평가 3. 「자산재평가법」에 따른 토지등의 감정평가 4. 법원에 계속 중인 소송 또는 경매를 위한 토지등의 감정평가 5. 금융기관ㆍ보험회사ㆍ신탁회사 등 타인의 의뢰에 따른 토지등의 감정평가 6. 감정평가와 관련된 상담 및 자문을 제공한다. 7. 토지등의 이용 및 개발 등에 대한 조언 및 정보제공 8. 다른 법령에 따라 감정평가법인등이 할 수 있는 토지등의 감정평가 업무 9. 제1호부터 제8호까지의 업무에 부수되는 업무 |

| 공시지가      | · 표준지 공시지가의 조사 · 평가 · 공시지가라 함은 국토교통부장관이 감정평가사에게 의뢰하여 토지이용상황이나 주변환경 기타 자연적, 사회적, 조건이 일반적으로 유사하다고 인정되는 일단의 토지 중에서 대표할 수 있는 표준지를 선정하고 적정가격을 조사·평가하여 국토교통부장관이 결정·공시한 매년 1월1일 기준의 단위면적당(m2) 가격을 말하며 이를 공시지가 또는 표준공시지가라고 합니다. · 개별공시지가는 국토교통부장관이 매년 공시하는 표준지공시지가와 토지가격비준표를 기준으로 토지 소재지 구청장이 관할구역내 토지의 특성을 조사하고 그 특성을 표준지공시지가의 토지 특성과 비교하여 지가를 산정한후 감정평가사의 검증과 토지소유자 의 의견수렴, 시토지평가위원회 심의 및 건설 교통부장관의 확인절차 등을 거쳐 군수가 결정·공시하는 개별토지의 단위면적당(m2) 가격을 말합니다. |
| 표 준 주 택   | · 표준주택가격의 조사 · 평가 · 표준주택가격이라 함은 주택도 토지에 적용되는 공시지가와 마찬가지로 정부가 건물과 부속토지를 일체로 평가해 그 가격을 공시하는 제도이다 |
| 보 상         | · 공공용지의 매수, 수용 등 각종 공공사업과 관련된 보상감정평가 |
| 조 세         | · 국세, 지방세 등의 부과기준 가격산정을 위한 감정평가 · 개발부담금 부과기준 가격산정을 위한 감정평가 |
| 조성용지 분양 | ·「국토의 계획 및 이용에 관한 법률」등 관계법령에 의하여 조성된 주거용지, 공업용지, 관광용지 등의 가격산정을 위한 감정평가 · 토지구획정리, 경지정리지구 등의 환지청산 또는 체비지매각을 위한 토지의 감정평가 |
| 관 리 처 분   | · 재개발을 위한 관리처분계획수립에 필요한 가격 및 분양가격 산정을 위한 감정평가 |
| 자 산 관 리   | · 금융기관, 정부투자 또는 출자기관 기타 공공단체의 자산매입 · 매각, 담보, 관리를 위한 감정평가 ·「사립학교법」,「사회복지사업법」등의 법률에 의한 자산매입 · 매각 등을 위한 감정평가 |
| 경매 및 소송  | · 법원에 계류중인 경매, 민 · 형사 및 행정소송 등을 위한 재산의 감정평가 |
| 담 보         | · 금융기관, 보험회사, 신탁회사, 농 · 수협, 시설대여(리스)회사, 창업투자회사 등의 담보물 감정평가 · 기업체의 대리점 개설 및 관리를 위한 담보물의 감정평가 |
| 일 반 거 래   | · 법인설립, 합병에 따른 자산감정평가 · 각종 인 · 허가, 이민수속 등들 위한 재산감정평가 · 기타 일반거래 및 재산관리를 위한 부동산 및 공장 등의 감정평가 |
| 부동산컨설팅  | · 재개발, 재건축 등 공공사업의 채산성 분석과 권리변환 및 권리조정에 관한 조사 · 보상액 산정기준에 관한 조사 · 부동산의 최유효이용 방안에 관한 조사 · 부동산 의사결정에 관한 조사 · 부동산 입지선정에 관한 조사 · 부동산 투자분석, 개발사업 등의 타당성에 관한 조사 · 지가수준에 관한 조사 · 자산의 운용, 관리에 관한 조사 · 부동산의 가격 또는 임료산정에 관한 조사 |

## 같이 보기
- 감정평가
- 국제재무분석사(CFA)
- 국제가치평가사(ICVS)
- 국제재무설계사(CFP)
- 국제재무위험관리사(FRM)
- 미국 세무사(EA)